# 그리스조어
그리스조어(-祖語) 또는 원시 그리스어(Proto-Greek, Proto-Hellenic)는 그리스어 계통의 모든 언어변종, 즉 가장 기록이 오래된 미케네 그리스어와 그 뒤를 이어 나타난 여러 고대 그리스어 방언, 그리고 코이네 그리스어, 중세 그리스어, 현대 그리스어의 공통 조상으로서 언어학적으로 재구되는 조상언어이다.

## 역사
그리스조어는 후기 인도유럽조어의 다양화 과정에서 대략 기원전 2500년경에 출현했을 것으로 추산된다. 쿠르간 가설에 의하면 이들은 흑해 북쪽의 원향 지대에서 발생하여 청동기 시대에 그리스 지역으로 이주해오기 시작했다. 원시 그리스어의 발생은 개별 언어 간의 명확한 구분이 어려운 고대 발칸 제어라는 언어 연합의 일부였다는 맥락에서 바라볼 수도 있다. 그리스어 화자들의 선조는 기원전 2200년에서 1900년 사이의 어느 시점에 그리스로 진입하기 시작했는데, Filos (2014)에 따르면 이주는 그리스 반도 북서쪽에서부터 시작되었고 이들은 곧 토착의 선그리스 기층언어 화자들과 합하여 그리스조어 화자 집단을 형성했다. 이후 그리스조어는 대략 기원전 1700년부터 남부와 북부의 그룹으로 분화되기 시작했다.

## 같이 보기
- 선그리스 제어
- 고발칸 제어
- 미케네 그리스어